# Renaison
 Renaison  es una población y comuna francesa, situada en la región de Ródano-Alpes, departamento de Loira, en el distrito de Roanne y cantón de Saint-Haon-le-Châtel.

## Demografía
| 1713 | 1780 | 1918 | 2251 | 2563 | 2653 | 2798 |
| Para los censos de 1962 a 1999 la población legal corresponde a la población sin duplicidades (Fuente: INSEE [Consultar]) |      |      |      |      |      |      |